# Lagoana longiceps
Lagoana longiceps är en insektsart som beskrevs av Melichar 1905. Lagoana longiceps ingår i släktet Lagoana och familjen Dictyopharidae. Inga underarter finns listade i Catalogue of Life.